# Рука в геральдике
Рука (ладонь, кулак) — естественная негеральдическая гербовая фигура.
Обилие вариантов положения руки и ладони в геральдике применяются обозначения: “благословляющая”, “указывающая”, “открытая” (повёрнутая ладонью), и “закрытая” (тыльная сторона).

## История
Рука правосудия — это благословляющая рука, из золота и слоновой кости, расположенная на скипетре королей Франции в церемонии коронации.
Кистям рук в геральдике уделяется большое значение: это “сила и храбрость”. Кисть, повёрнутая ладонью наружу, означает — свободу, повёрнутая тыльной стороной символизирует — жадность, сжатая в кулак ладонь указывает на — презрение к мирским благам.

## Блазонирование
В греческой и итальянской геральдике обозначение руки произошло смешение. В указании правая-левая рука (destrocherio-sinistrocherio), греческое (cheir) обозначает кисть руки, а не руку в целом, что во избежание путаницы часто и предпочитается, как эквивалент руки, правой и левой, в сочетании с указанием на наличие доспехов или рукава, включая их цвет, или если рука обнажена. Еще одну трудность вносит сторона, откуда появляется рука: обычно это правая выходит слева и наоборот, но крайне редко одноименная рука выходит с одноимённой стороны. Рука на гербе может изображаться изолированно, тогда данная рука называется “отсечённая”, но в любом случае требуется определение её положения и прочих особенностей.
Если рука правая, то в геральдике в описании это не отмечается, а в английской геральдике не отмечается левая. Открытая красная рука или ладонь в серебряном поле щита — знак баронства.
На гербовых щитах встречаются и две руки, соединённые рукопожатием или держащие какой-либо предмет (ключ, подкову, оружие и.т.д.). Мотив рукопожатия в основном представлен на говорящих гербах и означает “верность и искреннее дружелюбие”.
Во многих гербах, в различных вариациях, имеется руки или ладони в нашлемниках.
Если виден рукав одежды, то он так и описывается, однако существует мнение, что это указывает на Распятие и относится к телу Христова умирающего на кресте, особенно если рукав имеет сходство с буквой “М”. Однако другим мнениям это характер покроя одежды, который сосуществовал в средние века. Данные фигуры встречаются довольно редко, чаще в английской геральдике, где это называется рукав (maunch).

### Эмблема руки в гербовых щитах
Стран и республик: Карелия, ЦАР, Заир, Барбадос.
Графств и городов: Тирон, Ольстер.
Дворянских родов: Крузенштерны, Молво, Квитницкие, Примо, Алединские, Грибовские, Скворцовы, Ростовцевы, Игнатьевы, Балашевы, Букреевы, Защуки, Ратлеф, Лукьяновы, Нимандер, Хандалеевы, Щавинские, Шуттенбах, Ленеко, Грейги, Пелехины.

## Современность
По мере развития общества эмблема руки начинает символизировать новые понятия: рука сжимающая меч, державу, скипетр — власть; открытая рука — искренность, труд, мастерство, талант; вытянутый указательный палец — указания пути, направление развития.
Во времён революционного движения в Западной Европе, а в России со времени революции 1905-1907 годов понятие рабочей руки, как символ пролетариата стало чрезвычайно популярным и обозначало символ победившего рабочего класса и самого труда.
Произошедшая рабочая революция в Венгрии в 1919 году, то эмблема красного кулака, разбивающего империализм, навязавших народам Европы Версальский договор, появилась на плакатах Венгерской Советской республики и пришлись по душе венгерским рабочим, откуда они перекочевали на монету Советской Венгрии в 10 крон.
С приходом в 1934 году фашизма в Германии, она стала боевым приветствием немецких коммунистов, превратилась в символ сопротивления фашизму и франкизму.
После войны эта эмблема использовалась в символике многих социалистических стран Европы и общественных организаций и лиц, преследовавшихся фашистами, например, товарищества узников концлагерей.

## Галерея
- Герб Псковского района
- Герб Пскова
- Герб Нежина времен Российской империи
- Герб ЦАР
- Герб Аргентины
- Герб Ольстера